# Уокер, Мэнди
Мэнди Уокер (англ. Mandy Walker; род. 1963, Бандоора, Виктория, Австралия) — австралийский кинооператор.

## Биография
Родилась в 1963 году в пригороде Бандоора, Австралия. Во время обучения в средней школе она работала на станции телевидения и делала фотографии для школы. До начала профессиональной карьеры снимала студенческие фильмы, документальные короткометражки и музыкальные клипы. С 2005 года живёт в США в городе Санта-Моника.
Является членом Австралийского общества кинооператоров с 1999 года и членом Американского общества кинооператоров с 2011 года.

## Фильмография

### Оператор
- 2020 — Мулан / Mulan (реж. Ники Каро)
- 2017 — Между нами горы / The Mountain Between Us (реж. Хани Абу-Ассад)
- 2016 — Скрытые фигуры / Hidden Figures (реж. Теодор Мелфи)
- 2016 — Джейн берёт ружьё / Jane Got a Gun (реж. Гэвин О’Коннор)
- 2015 — Правда / Truth (реж. Джеймс Вандербилт)
- 2013 — Тропы / Tracks (реж. Джон Кёрран)
- 2011 — Красная Шапочка / Red Riding Hood (реж. Кэтрин Хардвик)
- 2011 — Страшно красив / Beastly (реж. Дэниел Барнц)
- 2008 — Австралия / Australia (реж. Баз Лурман)
- 2003 — Афера Стивена Гласса / Shattered Glass (реж. Билли Рэй)
- 2001 — Лантана / Lantana (реж. Рэй Лоуренс)
- 1997 — Колодец / The Well (реж. Саманта Лэнг)
- 1996 — Парклэнд / Parklands (реж. Кэтрин Миллард)
- 1996 — Любовная серенада / Love Serenade (реж. Ширли Баррет)
- 1990 — Возвращение домой / Return Home (реж. Рэй Аргалл)

## Награды
- Премия Австралийского общества кинооператоров
  - Лауреат 1997 года за фильм «Парклэнд»[7]
  - Лауреат 2002 года за фильм «Лантана»[7]
  - Лауреат 2014 года за фильм «Тропы»[7]
- Лауреат премии «Спутник» 2008 года за лучшую операторскую работу в фильме «Австралия»[8]